# Gloria Graham
Gloria Graham (Beaumont, 1940) è una scultrice, pittrice e fotografa statunitense.
Vive nel Nuovo Messico. 
Graham ha ottenuto il Bachelor in Fine Arts all'Università di Waco, Texas (1962), ha frequentato la University of California a Berkeley (1962) e l'University of Wisconsin a Madison. Ha trascorso un periodo a Parigi (1965) dove ha studiato scultura. Gloria Graham ha iniziato la sua carriera di artista nel 1975 con una serie di opere in ceramica. Nella metà degli anni ottanta ha cominciato con pittura su tela e pannelli di legno.
I suoi lavori prendono spesso spunto dalle forme geometriche della natura, come per esempio la serie di disegni sulla struttura atomica di vari cristalli e minerali, ispirandosi agli studi del fisico Max Von Laue.
Il collezionista Panza di Biumo, ha scritto:

I lavori di Gloria Graham si ispirano ad una ricerca spirituale che si rivela apertamente in pitture di piccole dimensioni.

Ha creato lavori sullo stesso tema ma di grandi dimensioni, disegnando la struttura molecolare di elementi come il sale e il quarzo su pareti.
Negli ultimi anni ha lavorato molto con la fotografia. Uno dei suoi lavori più recenti sono la serie di ritratti di 25 poeti per il progetto Add-Verse, creato insieme all'artista Allan Graham, il quale a sua volta ha filmato le mani e i manoscritti dei poeti mentre leggevano le loro poesie.

## Materiali

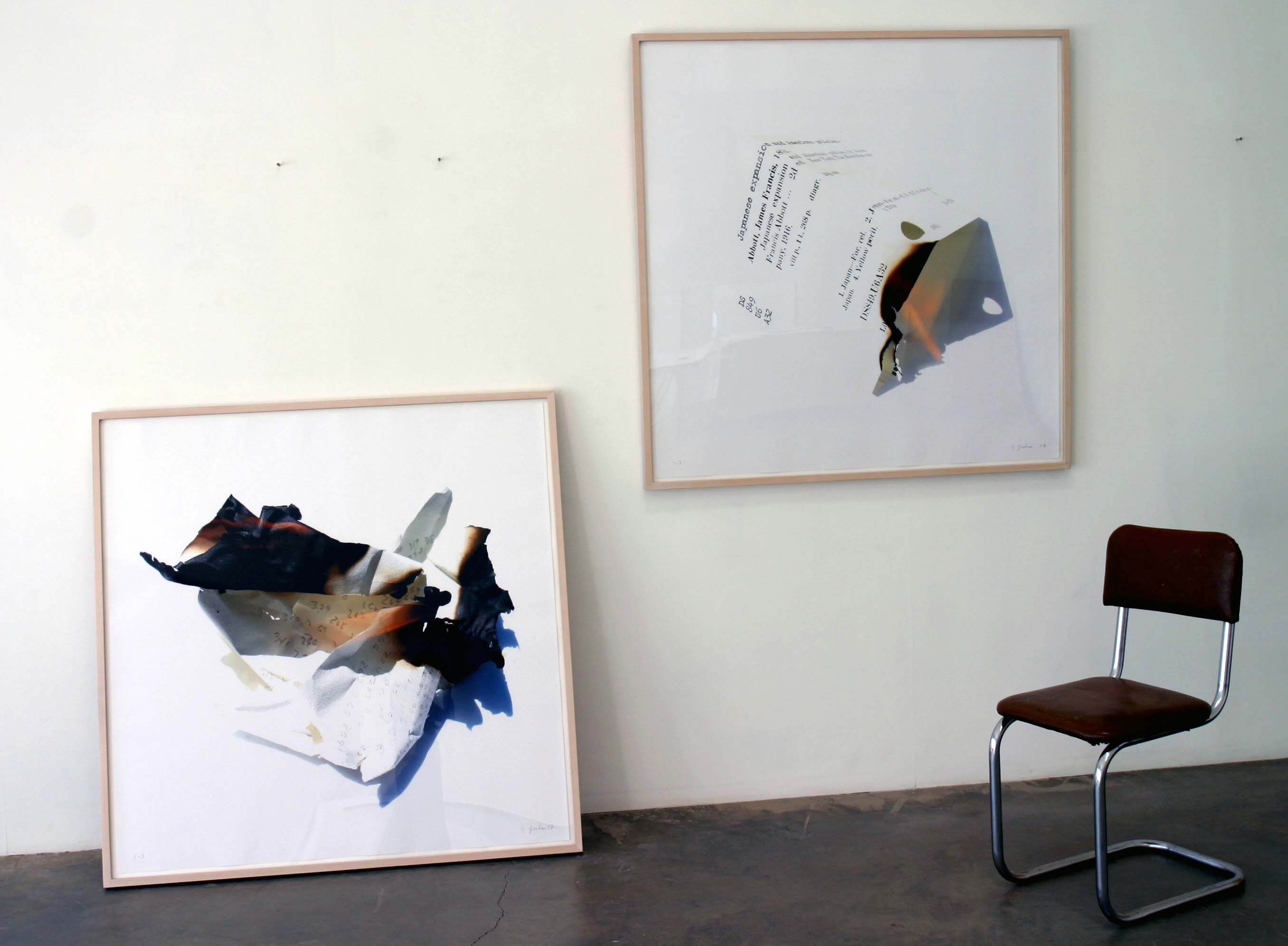
Lo studio di Graham, 2009

Anche se meglio conosciuta per i suoi dipinti, Graham ha utilizzato un'enorme varietà di materiali. Le sue prime creazioni sono per la maggior parte lavori in ceramica: urne, oggetti cilindrici e rotondi. Nel corso della metà degli anni ottanta, ha sviluppato una tecnica di pittura su pannelli di legno con un composto di caolinite, hide glue, un metodo simile utilizzato nei tankas tibetani, e usando in seguito la grafite per il disegno. Altri materiali e tecniche sono la pittura a olio, la fotografia, l'alluminio e i tovaglioli in cotone damasco. 
Per l'opera "Famine Series", ha dipinto le bandiere di otto Paesi africani su tovaglioli in cotone damasco, una critica alla nostra relazione con i popoli che soffrono la fame.
.

## Musei con le opere dell'artista
- Albright-Knox Art Gallery, Buffalo, NY
- Museo di arte moderna e contemporanea di Trento e Rovereto, Rovereto, Italia
- The Lannan Foundation
- The Broida Foundation
- Fisher Landau Center, Long Island City, New York
- Museum of Fine Arts, Houston, TX
- Museo Cantonale d'Arte, Lugano, Svizzera[4]
- Museum of Albuquerque, Albuquerque, NM
- Harwood Museum of Art, Taos, NM
- Museum of Fine Arts, Santa Fe, NM
- Roswell Museum and Art Center, Roswell, NM
- North Dakota Museum of Art, Grand Forks, ND